# Severo Ochoa
Pour les articles homonymes, voir Ochoa et Albornoz.
Severo Ochoa de Albornoz (né le 24 septembre 1905 à Luarca et mort le 1er novembre 1993 à Madrid) est un biochimiste espagnol. Il a passé son enfance et adolescence à Malaga et il est mort le 1er novembre 1993 à Madrid. En 1959, il est lauréat du prix Nobel de physiologie ou médecine, qu'il partage avec son élève Arthur Kornberg, pour leurs recherches sur la biosynthèse de l'ARN.

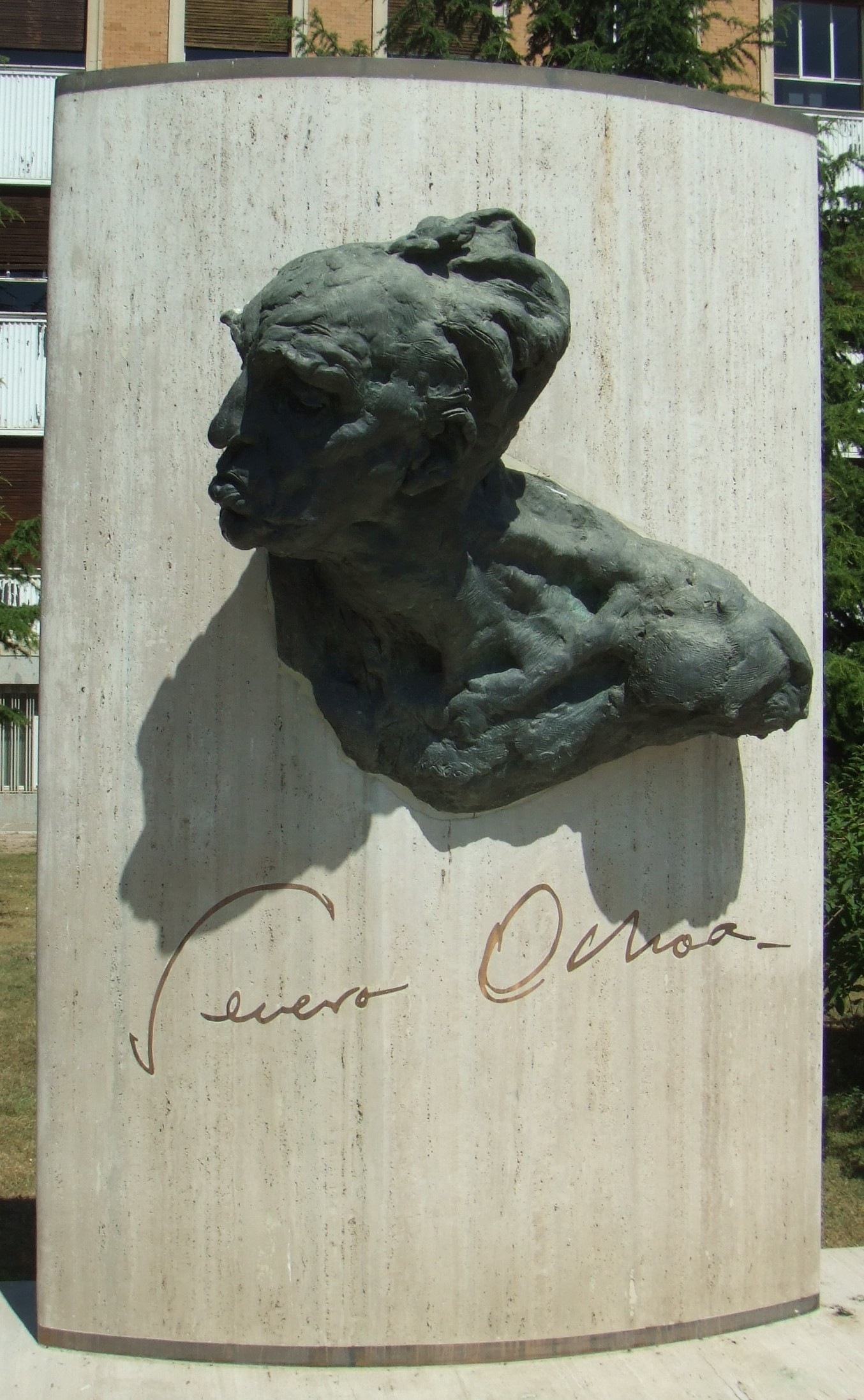
Buste de Severo Ochoa à l'extérieur de l'École de médecine de l'université complutense de Madrid.

## Biographie
Fils de Severo Manuel Ochoa, avocat et homme d'affaires, et de Carmen de Albornoz, Severo Ochoa est le neveu d'Alvaro de Albornoz (en), président de la République espagnole en exil de 1940 à 1945, et un cousin de la poétesse et critique littéraire Aurora de Albornoz.
Son père meurt quand il a sept ans et sa mère s'installe à Malaga, où il fréquente l'école primaire et secondaire. Son intérêt pour la biologie est stimulé par les publications du neurologue et prix Nobel espagnol Santiago Ramón y Cajal.
En 1929, Severo Ochoa devient docteur en médecine à l'université de Madrid.
En 1956, il est naturalisé américain. Severo Ochoa devient membre étranger de la Royal Society le 8 avril 1965.
Son épouse meurt en 1986. Il meurt en 1993.
Il est le grand-oncle de l'actrice Christina Ochoa.

## Hommages
Un des principaux hôpitaux de Madrid porte son nom et une école primaire à Malaga.